# 南城西
南城西（みなみじょうせい）は、青森県弘前市の地名。郵便番号は036-8274。

## 地理
茂森町から城西大橋を下った場所に位置する町。西から北にかけて城西、北東は南袋町、河川を挟んで、東から南にかけて西茂森、西は茜町に接する。

## 沿革
- 1966年（昭和41年） - 城西団地から続く住宅形成に伴い、成立。その後、1975年（昭和50年）に、南袋町の一部から分離し、南城西になる。

## 世帯数と人口
2017年（平成29年）6月1日現在の世帯数と人口は以下の通りである。
| 丁目         | 世帯数  | 人口  |
| ------------ | ------- | ----- |
| 南城西一丁目 | 166世帯 | 317人 |
| 南城西二丁目 | 221世帯 | 519人 |
| 計           | 387世帯 | 836人 |

## 施設

### 医療・福祉
- よりみつ歯科クリニック
- 市川整形外科クリニック
- 城西しおたに内科小児科
- あきた耳鼻咽喉科クリニック
- マエダ調剤薬局城西店
- 緑の森薬局城西
- おおぞら薬局南城西店
- ひなたストレッチ

### 商業
- 玉田公務所
- 東洋総合システム
- 公益セレモニーホール
- 森永ミルクサービス城西
- 菓子処弘房
- 大型コインランドリー幸
- たこ焼き専門店たこちゃん
- （従前所在したauショップ弘前西は、隣接する弘前市城西四丁目へ移転）

### 教会
- 弘前中央キリスト教会

### その他
- 県公舎前バス停が所在するが、青森県職員公舎の所在地は、隣接する弘前市城西四丁目である。

## 小・中学校の学区
市立小・中学校に通う場合、学区は以下の通りとなる。
| 大字         | 番地 | 小学校           | 中学校             |
| ------------ | ---- | ---------------- | ------------------ |
| 南城西一丁目 | 全域 | 弘前市立西小学校 | 弘前市立第二中学校 |
| 南城西二丁目 | 全域 | 弘前市立西小学校 | 弘前市立第二中学校 |

## 交通
- 弘南バス

南城西、県公舎前（弘前駅 - 城西大橋経由 - 藤代営業所線）停留所。